# لایحه امنیت الکترونیک فضای سایبری
لایحه امنیت الکترونیک فضای سایبری مصوبه ۱۹۹۹ (میلادی) قانونی است که ریاست‌جمهوری بیل کلینتون به ۱۰۶امین دوره مجلس نمایندگان ایالات متحده آمریکا پیشنهاد کرد تا به دولت آن کشور، اجازه بهره‌برداری از کلیدهای مورد استفاده در رمزنگاری را بدهد. لایحه امنیت الکترونیک فضای سایبری به سازمان‌های اجرای قانون، توانایی دسترسی به کلیدها و روش‌های رمزنگاری را می‌دهد.  ویرایش نخست این لایحه به سازمان‌های فدرال اجرای قانون، اجازه نظارت پنهانی، دسترسی به تجهیزات نظارت الکترونیک، و دیگر فناوری‌های دسترسی و گردآوری اطلاعات را می‌داد. این بندها بعدها از قانون، حذف شدند. اگرچه سازمان‌های فدرال اجرای قانون هنوز هم دسترسی سطح بالایی برای انجام بازرسی اطلاعات الکترونیک دارند اما این لایحه، پرسش‌هایی را درباره اینکه سازمان‌های اجرای قانون باید چه توانایی‌ها برای شناسایی کارهای بزهکارانه داشته باشند مطرح کرد. پس از اعتراض گروه‌های مدافع آزادی‌های شهروندی، ریاست‌جمهوری بیل کلینتون از این قانون جنجالی، عقب‌نشینی کرد.